# 加藤春哉
加藤 春哉（、1928年〈昭和3年〉6月22日 - 2015年あるいは2016年）は、日本の子役、俳優、声優。

## 人物
東京市麻布区（現：東京都港区）出身。1946年3月 旧制鎌倉中学校（現鎌倉学園）卒業。築地小劇場、劇団東童、東宝、新東宝（現：国際放映）、東京映画の専属俳優として活動していた。1950年『雪夫人絵図』でデビュー。気弱な人物の役を得意としていた。また、コミカルな役柄も多い。
晩年は俳優活動を引退していたが、2009年に神奈川県川崎市麻生区にある「シネマバー ザ・グリソム ギャング」で行われた『ゴジラ』×『地球防衛軍』の上映会およびトークショーに中島春雄と共に出席した。

## 出演作品

### 映画
- 炎の男（1948年） - 健一
- 雪夫人絵図（1950年） - 誠太郎
- 母は嘆かず（1951年） - 龍一
- 親分の青春（1953年） - 小宮
- 青色革命（1953年） - 大学生
- 「春情鳩の街」より 渡り鳥いつ帰る（1955年） - 寺田
- 忘れじの人（1955年） - 松吉
- 未成年（1955年） - 赤毛
- やがて青空（1955年） - 水谷
- 続警察日記（1955年） - 長吉
- 奥様は大学生（1956年） - 杉山正
- 鬼の居ぬ間（1956年） - 鉄太（乾分）
- 幽霊タクシー（1956年） - 海野大作
- 与太者と若旦那（1956年） - 三吉
- ボロ靴交響楽（1956年） - 小判掘りの春ちゃん
- 女囚と共に（1956年） - 並木良平
- 浮気旅行（1956年） - トラックの運転手
- 東京よいとこ（1957年） - 渡来
- 雨情（1957年） - 沢村
- 目白三平物語 うちの女房（1957年） - 八百勘の小僧
- ひかげの娘（1957年） - 守田健太郎
- サラリーマン出世太閤記 - 福井
  - サラリーマン出世太閤記（1957年）
  - 続々サラリーマン出世太閤記（1958年）
  - サラリーマン出世太閤記・完結篇 花婿部長No.1（1960年）
- 裸の町（1957年） - 加賀（若い男）
- 大学の侍たち（1957年） - 横山
- 狙われた娘（1957年） - 社員
- 地球防衛軍（1957年） - 仙造[6]
- 母三人（1958年） - 坂田（トラック運転手）
- 社長シリーズ
  - 続・社長三代記（1958年） - 社長専用車の運転手
  - 社長道中記（1961年） - 島健太郎
  - 続・社長道中記（1961年） - 島健太郎
- 結婚のすべて（1958年） - 大脇秀夫
- 美女と液体人間（1958年） - 宗チャン（第二竜神丸船員[1]）
- 奴が殺人者だ（1958年） - チョンボ
- ドジを踏むな（1958年） - 新作
- みみずく説法（1958年） - 偵一郎
- 女探偵物語 女性SOS（1958年） - ホテルのボーイ
- 大江戸千両祭（1958年） - 丹次
- 若旦那は三代目（1958年） - 魚常の御用聞
- 暗黒街の顔役（1959年） - 竹坊
- こだまは呼んでいる（1959年） - ハイカー
- 愛妻記（1959年） - 村井（学生）
- 大学のお姐ちゃん（1959年） - 柳小路人麿
- 貸間あり（1959年） - 高山彦一郎
- 野獣死すべし（1959年） - 背広の学生
- 愛の鐘（1959年） - 佐藤春吉
- 銀座のお姐ちゃん（1959年） - 出前持ち
- サザエさんの新婚家庭（1959年） - 鈴木
- サラリーマン十戒（1959年） - 橋本
- サラリーガール読本 むだ口かげ口へらず口（1960年） - 山中達夫
- 現代サラリーマン読本 恋愛武士道（1960年） - 運転手
- 銀座退屈娘（1960年） - 江藤五郎
- 路傍の石（1960年） - 番頭
- 接吻泥棒（1960年） - タクシーの運転手
- ふんどし医者（1960年） - 三ン下
- 新・女大学（1960年） - 圭太の同僚
- 地の涯に生きるもの（1960年） - 漁夫
- 愚連隊シリーズ
  - 独立愚連隊西へ（1960年） - 見習士官
  - やま猫作戦（1962年） - トラック運転兵
- 花のセールスマン 背広三四郎（1960年） - 警官
- 「赤坂の姉妹」より 夜の肌（1960年） - ジロちゃん
- 河内風土記 おいろけ説法（1961年） - 万太郎
- 女家族（1961年） - 竹田洋介
- 断崖の決闘（1961年） - サブ
- モスラ（1961年） - 船員村田[6][2]
- 紅の海（1961年） - 梅木
- 新入社員十番勝負（1961年） - 編集部員
- 南の島に雪が降る（1961年） - 斉木兵長
- 愛のうず潮（1962年） - 武彦の同僚
- ゴジラシリーズ
  - キングコング対ゴジラ（1962年） - パシフィック製薬宣伝部員B[6][3]
  - 三大怪獣 地球最大の決戦（1964年） - 小牧記者[6][3]
- 早乙女家の娘たち（1962年） - 八百屋の留さん
- 風流温泉 番頭日記（1962年） - 村山
- 喜劇 駅前飯店（1962年） - 梅
- クレージー映画
  - クレージー作戦 先手必勝（1963年） - ドライバーの男
  - 無責任遊侠伝（1964年） - 花婿
  - クレージーの無責任清水港（1966年） - みろくの亀吉
  - クレージーの怪盗ジバコ（1967年） - 白バイの警官
  - 日本一の裏切り男（1968年） - 荷物を持った男
- 河内風土記 おいろけ繁盛記（1963年） - 万吉
- 若い仲間たち うちら祇園の舞妓はん（1963年） - 田崎順平
- 喜劇 駅前茶釜（1963年） - 八百屋の幸ちゃん
- 丼池（1963年） - 大川
- お姐ちゃん三代記（1963年） - 木津根
- 蟻地獄作戦（1964年） - 後藤見習士官
- 宇宙大怪獣ドゴラ（1964年） - サブ[6]
- 沙羅の門（1964年） - 憲泰
- 風来忍法帖 - 成田左馬助
  - 風来忍法帖（1965年）
  - 風来忍法帖 八方破れ（1968年）
- 続西の王将・東の大将（1965年） - 藤山
- フランケンシュタイン対地底怪獣（1965年） - テレビ・ディレクター[1][3]
- 狸シリーズ
  - 狸の王様（1966年） - マンションの男
  - 狸の休日（1966年） - 「白雲閣」の酔払い
- お嫁においで（1966年） - レストランのボーイ長
- 落語野郎 大泥棒（1967年） - 八五郎
- ザ・タイガース 世界はボクらを待っている（1968年） - 医師
- サラリーマン悪党術（1968年） - 黒川
- 激動の昭和史 軍閥（1970年） - 黒潮会記者
- 花街の母（1980年） - 三谷
- 転校生（1982年） - 校長[1]
- 日本殉情伝 おかしなふたり ものくるほしきひとびとの群（1988年） - 新聞社社主

### テレビドラマ
- もう一人のジェニイ（1953年）
- O・シャレ氏の帽子（1954年）
- 百川（1954年）
- 春秋花ごよみ（1956年）
- 酒はのむべし（1959年）
- 新三等重役（1959年 - 1960年）
- 賢女気質（1961年）
- 鬼課長（1962年、1963年）
- つまづいた鐵道様（1962年）
- 夜は海だ（1962年）
- ほまれ（1963年）
- 鎖国（1963年）
- 夫婦百景
  - 第284話「夫の城」（1963年）
  - 第299話「俺がいなきゃ」（1964年）
  - 第341話「浅き夢見し」（1964年）
  - 第349話「ケチんぼ?」（1965年）
- 良人の貞操（1965年）
- ウルトラQ（1966年） - 毎日新報・相馬記者[1]
  - 第3話「宇宙からの贈りもの」
  - 第22話「変身」
  - 第25話「悪魔ッ子」
- 楽天夫人（1967年）
- 快獣ブースカ 第42話「物体Xコロリン」（1967年） - SFクラブ会員・宇中人
- 女のいのち（1967年）
- フジ三太郎
  - 第2話「ラッシュは楽し」（1968年）
  - 第37話「真夏の夜の夢」（1969年）
- コメットさん 第79話（最終回）「大きな大きなプレゼント」（1968年） - 放送局員
- サインはV 第17・38話（1970年） - スポーツ記者
- 夫よ男よ強くなれ 第19話「婿に来たいの!?」（1970年）
- 俄 - 浪華遊侠伝 第9話（1970年）
- 特別機動捜査隊
  - 第500話「勇気ある女」（1971年） - 健
  - 第528話「その拳銃を追え」（1971年）
  - 第541話「光と影のバラード」（1972年）
  - 第623話「ある夜の出来ごと」（1973年）
- キイハンター 第180話「レッツゴー! 真夜中の王様 死の行進」（1971年）
- 遠山の金さん捕物帳 第119話「平手造酒を斬った男」（1972年） - 紋太
- 鬼平犯科帳 第2シリーズ 第19話「刃傷以后」（1972年、NET / 東宝) - 馬込の藤次
- ジキルとハイド 第11話「愛は罪深くとも....」（1973年）
- どっこい大作 第34話「ありがとう! カニさん!!」（1973年） - 川西
- 大江戸捜査網
  - 第12話「必殺牢の闘い」（1973年） - 才次
  - 第215話「罪なき父娘の絶唱」（1977年）
  - 第225話「屈辱に耐えた夫婦の絆」（1978年）
  - 第315話「芸者が秘めた偽証言の罠」（1979年）
- 銭形平次 第393話「はみだし長兵衛」（1973年）
- いただき勘兵衛 旅を行く 第15話「捕らぬ狸の夢だとさ」（1974年）
- 鬼平犯科帳 第20話「川越の旦那」（1975年）
- 西部警察（1980年）
  - 第18話「俺たちの闘い」 - 北沢の情報屋
  - 第30話「絶命・炎のハーレー」 - 岸部（幼稚園バス運転手）
- 探偵物語 第24話「ダイヤモンド・パニック」（1980年） - 麻雀屋の主人
- 大捜査線 第28話「贋札遊虚」（1980年）

### テレビアニメ
1976年
- ドカベン（1976年 - 1979年、わび助[7]）

### オリジナルビデオ
- Tバックハイスクール・セクハラ教師をぶっ飛ばせ!（1992年）
- 金なら返せん!（1994年）